# Piuradwergmierpitta
De Piuradwergmierpitta (Grallaricula peruviana) is een zangvogel uit de familie Grallariidae (mierpitta's).

## Verspreiding en leefgebied
Deze soort komt voor in zuidoostelijk Ecuador en noordelijk Peru.

## Status
De grootte van de populatie is in 2019 geschat op 1000-2500 volwassen vogels. Het verspreidingsgebied is klein en er wordt aangenomen dat de soort achteruitgaat door habitatverlies. Op de Rode lijst van de IUCN heeft deze soort daarom de status gevoelig.